# Mäster Radovan

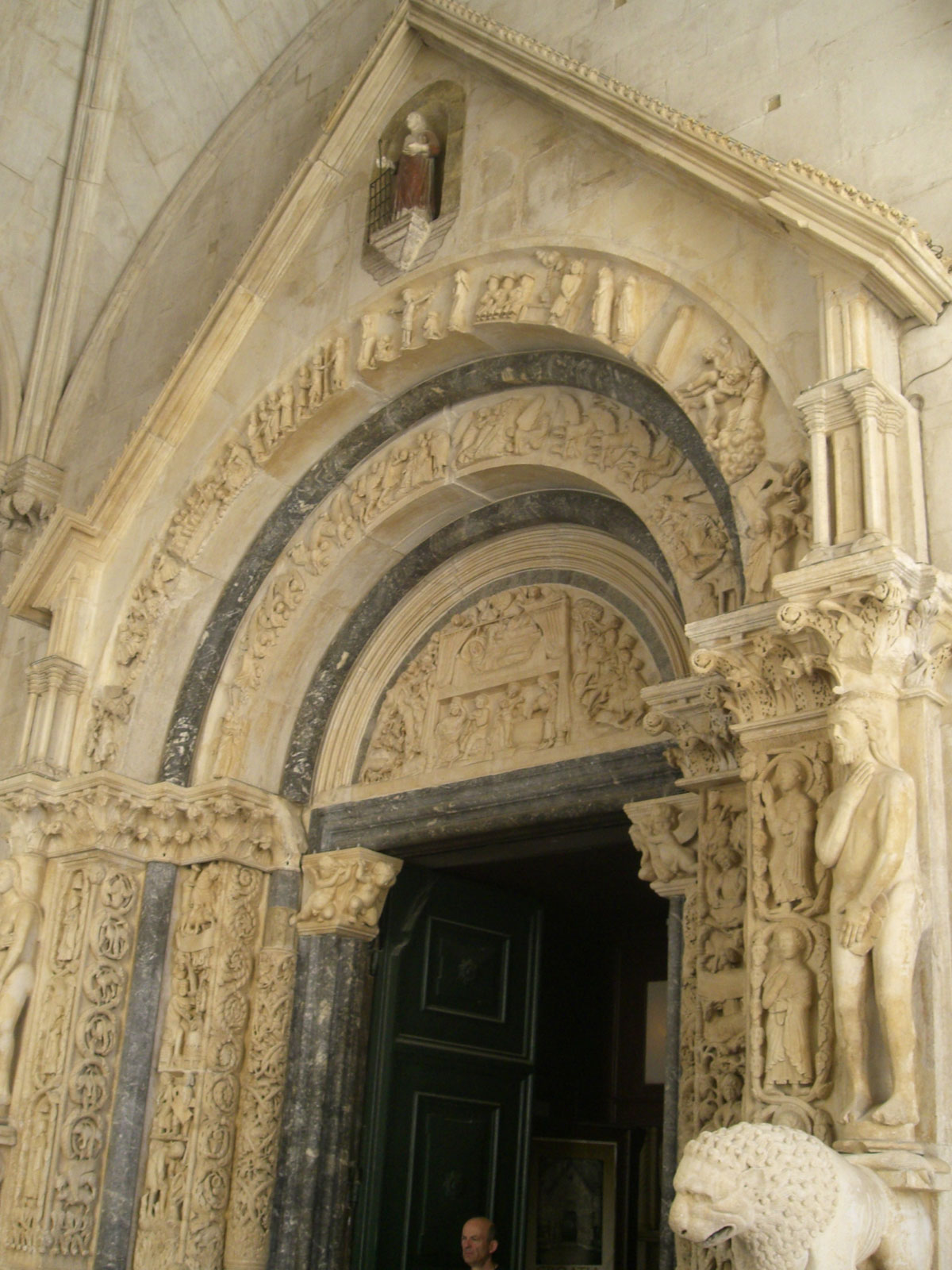
Radovans portal, katerdralen i Trogir

Mäster Radovan (kroatiska: Majstor Radovan), född i Trogir, var en skulptör och arkitekt som var verksam i Dalmatien i dagens Kroatien på 1200-talet. 
Mycket lite är känt om Mäster Radovan och hans karriär. På sitt främsta opus, den monumentala portalen till Sankt Laurentius katedralen i Trogir, har konstnären lämnat sin signatur samt daterat dess tillkomst till år 1240. Inskriptionen lyder:
FUNDATUR VALVE POST PARTUM VIRGINIS ALME PER RADUANUM CUNCTIS…
Portens utförande och dess datering vittnar om att Mäster Radovan var den främsta skulptören vid tiden och att porten tillkom då toskaniern Treguan från Florens var biskop i Trogir.
Att Mäster Radovan var från Trogir intygas av de kommunala arkiven i vilket hans namn ofta dyker upp.